# Ursula Kroeber Le Guin
Ursula Kroeber Le Guin, ameriška pisateljica, * 21. oktober 1929, Berkeley, Kalifornija, Združene države Amerike, † 22. januar 2018, Portland, ZDA.

## Življenje
Le Guinova je pisala romane, pesmi, knjige za otroke in eseje. Najbolj je znana po svojih znanstvenofantastičnih in fantazijskih romanih ter kratkih zgodbah. Njen oče, Alfred Louis Kroeber je leta 1901 na Univerzi Columbia prvi v ZDA prejel doktorat iz antropologije. Njena mati Theodora Kroeber, druga Alfredova žena, je bila pisateljica in antropologinja.
Velja za eno od najboljših sodobnih pisateljic znanstvene fantastike in fantazije in je še posebej znana po svojem zglednem slogu in po raziskovanju taoističnih, anarhističnih, feminističnih, psiholoških in socioloških tem. Prejela je več nagrad hugo in nebula. Leta 1979 je prejela Gandalfovo nagrado in leta 2003 spominsko nagrado Damona Knighta Društva pisateljev znanstvene fantastike in fantazije ZDA.
Le Guinova se je začela zanimati za književnost že kot otrok. Pri svojih sedmih letih je v revijo Astounding Stories poslala svojo prvo zgodbo, vendar je niso objavili. Leta 1951 je diplomirala na Kolidžu Redcliffe Univerze Harvard, leta 1952 pa je magistrirala na Univerzi Columbia. Kasneje je študirala v Franciji, kjer je srečala svojega moža, zgodovinarja Charlesa Le Guina. Poročila sta se leta 1953.

## Delo
Je avtorica pentalogije o izmišljenem svetu Zemljemorju (Čarovnik iz Zemljemorja, Atuanska grobnica, ...). Prvi trije romani so namenjeni predvsem otrokom, saj govorijo o odraščanju ipd., naslednji pa so usmerjeni k starejšemu občinstvu. Poleg sage o Zemljemorju je napisala tudi različne znanstvenofantastične zgodbe, npr.: Mož praznih rok, Leva roka teme, Beseda za svet je gozd ipd.